# Leioproctus minor
Leioproctus minor là một loài Hymenoptera trong họ Colletidae. Loài này được Moure & Urban mô tả khoa học năm 1995.